# 고창담양고속도로
고창담양고속도로(高敞潭陽高速道路, 고속국도 제253호선)는 전북특별자치도 고창군을 기점으로, 전라남도 담양군을 종점으로 하는 대한민국의 고속도로이자 호남고속도로의 지선이다. 서해안고속도로와 호남고속도로, 광주대구고속도로를 이어주는 노선으로서, 2006년 12월 7일 장성 분기점 ~ 대덕 분기점 구간 25.4km가 우선적으로 개통하였고, 2007년 12월 13일에는 나머지 고창 분기점 ~ 장성 분기점 구간 17.1km가 개통되어, 전 구간이 모두 개통되었다. 개통 당시에는 노선 번호가 고속국도 제14호선이었으나, 이후 2008년 1월 3일에 지금의 고속국도 제253호선으로 변경되어 호남고속도로의 지선이 되었다.

## 역사
- 1997년 8월 27일 : 전라남도 장성군 장성읍 ~ 담양군 대덕면 구간을 고속국도 제3호의2호선 광주외곽고속도로(광주외곽선)으로 지정[1]
- 1998년 6월 10일 : 2003년까지 광주외곽고속도로 신설을 위해 전라남도 장성군 장성읍 야은리 ~ 담양군 대덕면 운암리 25.3km 구간 도로구역 결정[2]
- 2001년 5월 : 장성 분기점 ~ 대덕 분기점 25.3km 구간 착공
- 2001년 8월 25일 : 기점을 전라남도 고창군 고수면, 종점을 전라남도 담양군 대덕면으로 연장하여 고속국도 제14호선 고창담양고속도로(고창 ~ 담양선)으로 변경[3]
- 2002년 7월 31일 : 2005년 12월까지 장성 분기점 형식 변경 등을 위해 전라남도 장성군 장성읍 야은리 ~ 담양군 대덕면 운암리 25.3km 구간 도로구역 변경,[4]
- 2002년 11월 2일 : 2009년 12월까지 고창 ~ 장성 구간 신설을 위해 전라남도 고창군 고수면 예지리 ~ 장성군 장성읍 야은리 17.12km 구간 도로구역 결정[5]
- 2002년 12월 : 고창 분기점 ~ 장성 분기점 17.2km 구간 착공
- 2006년 6월 13일 : 2006년까지 북광주 나들목과 접속되는 국도 제13호선 선형 변경으로 나들목 위치 변경[6]
- 2006년 12월 7일 : 장성 분기점 ~ 대덕 분기점 25.3km 구간 개통[7]
- 2007년 12월 13일 : 고창 분기점 ~ 장성 분기점 17.2km 구간 개통[8]
- 2007년 12월 18일 : 2008년 12월까지 남고창 나들목 신설을 위해 전라북도 고창군 고수면 예지리 ~ 전라남도 장성군 장성읍 야은리 17.1km 구간 도로구역 변경[9]
- 2008년 1월 3일 : 고속국도 노선번호 제14호에서 제253호로 변경[10], 호남고속도로의 지선이 됨
- 2009년 10월 29일 : 남고창 나들목 개통[11]
- 2010년 12월 28일 : 도로명주소에 고창 분기점부터 대덕 분기점까지 42.5km 구간을 고창담양고속도로로 고시[12]
- 2015년 3월 27일 : 국토교통부고시로 기점을 '전라북도 고창군 고수면 예지리', 종점을 '전라남도 담양군 대덕면 운암리'로 명시[13]

## 구성
차로수
- 전 구간 왕복 4차로

총 연장
- 42.5km

제한속도
- 전 구간 최고 100km/h, 최저 50km/h

### 터널
| 터널 이름  | 소재지                              | 길이   | 준공 년도 | 비고      | 여담 |
| ---------- | ----------------------------------- | ------ | --------- | --------- | ---- |
| 고창터널   | 전북특별자치도 고창군 고수면 은사리 | 568m   | 2007년    | 담양 방면 |      |
| 고창터널   | 전북특별자치도 고창군 고수면 은사리 | 319m   | 2007년    | 고창 방면 |      |
| 문수산터널 | 전라남도 장성군 서삼면 추암리       | 3,805m | 2007년    | 담양 방면 |      |
| 문수산터널 | 전라남도 장성군 서삼면 추암리       | 3,820m | 2007년    | 고창 방면 |      |
| 장성1터널  | 전라남도 장성군 장성읍 안평리       | 401m   | 2007년    | 담양 방면 |      |
| 장성1터널  | 전라남도 장성군 장성읍 안평리       | 430m   | 2007년    | 고창 방면 |      |
| 장성2터널  | 전라남도 장성군 장성읍 유탕리       | 1,245m | 2006년    | 담양 방면 |      |
| 장성2터널  | 전라남도 장성군 장성읍 유탕리       | 1,253m | 2006년    | 고창 방면 |      |
| 장성3터널  | 전라남도 장성군 진원면 진원리       | 3,598m | 2006년    | 담양 방면 |      |
| 장성3터널  | 전라남도 장성군 진원면 진원리       | 3,581m | 2006년    | 고창 방면 |      |
| 장성4터널  | 전라남도 장성군 진원면 진원리       | 805m   | 2006년    | 담양 방면 |      |
| 장성4터널  | 전라남도 장성군 진원면 진원리       | 797m   | 2006년    | 고창 방면 |      |
| 송강정터널 | 전라남도 담양군 고서면 원강리       | 125.6m | 2006년    |           |      |

## 나들목 · 분기점
- 여기서 숫자는 진출입교차점 (IC 및 JC) 번호를 말하고, TG는 요금소(Tollgate), SA는 휴게소(Service Area)를 뜻한다.
- 거리의 단위는 km이다.

| 번호                     | 이름        | 로마자 이름               | 구간 거리 | 누적 거리 | 접속 노선                  | 소재지         | 소재지 | 비고                                               |
| ------------------------ | ----------- | ------------------------- | --------- | --------- | -------------------------- | -------------- | ------ | -------------------------------------------------- |
| 1                        | 고창 분기점 | Gochang JC                | -         | 0.00      | 15호선 서해안고속도로      | 전북특별자치도 | 고창군 | 기점                                               |
| 2                        | 남고창      | S.Gochang                 | 2.52      | 2.52      | 국도 제23호선 (고인돌대로) | 전북특별자치도 | 고창군 |                                                    |
| 3                        | 장성물류    | Jangseong Logistics Term. | 10.04     | 12.56     | 물류로                     | 전라남도       | 장성군 |                                                    |
| 4                        | 장성 분기점 | Jangseong JC              | 4.64      | 17.20     | 25호선 호남고속도로        | 전라남도       | 장성군 |                                                    |
| 5                        | 북광주      | N.Gwangju                 | 11.73     | 28.93     | 국도 제13호선 (추성로)     | 전라남도       | 담양군 |                                                    |
| 6                        | 담양 분기점 | Damyang JC                | 8.29      | 37.22     | 12호선 광주대구고속도로    | 전라남도       | 담양군 |                                                    |
| 7                        | 대덕 분기점 | Daedeok JC                | 5.08      | 42.30     | 25호선 호남고속도로        | 전라남도       | 담양군 | 담양방향의 경우 호남고속도로(논산방향) 진출 불가능 |
|                          | 담양종점    |                           | 0.20      | 42.50     |                            | 전라남도       | 담양군 |                                                    |
| 25호선 호남고속도로 직결 |             |                           |           |           |                            |                |        |                                                    |

## 주요 통과지
전북특별자치도
- 고창군 (고수면)

전라남도
- 장성군 (서삼면 - 장성읍 - 진원면) - 담양군 (대전면)

광주광역시
- 북구 (용강동 - 수곡동 - 용강동 - 태령동)

전라남도
- 담양군 (봉산면 - 고서면 - 봉산면 - 창평면 - 대덕면)